# ستيفن هور
ستيفن هور (بالإنجليزية: Stephen Hoare)‏ مواليد 30 أكتوبر 1975، هو لاعب كرة سلة أسترالي سابق بدأ مسيرته الاحترافية في سنة 1995.